# Popůvky nad Jihlavou

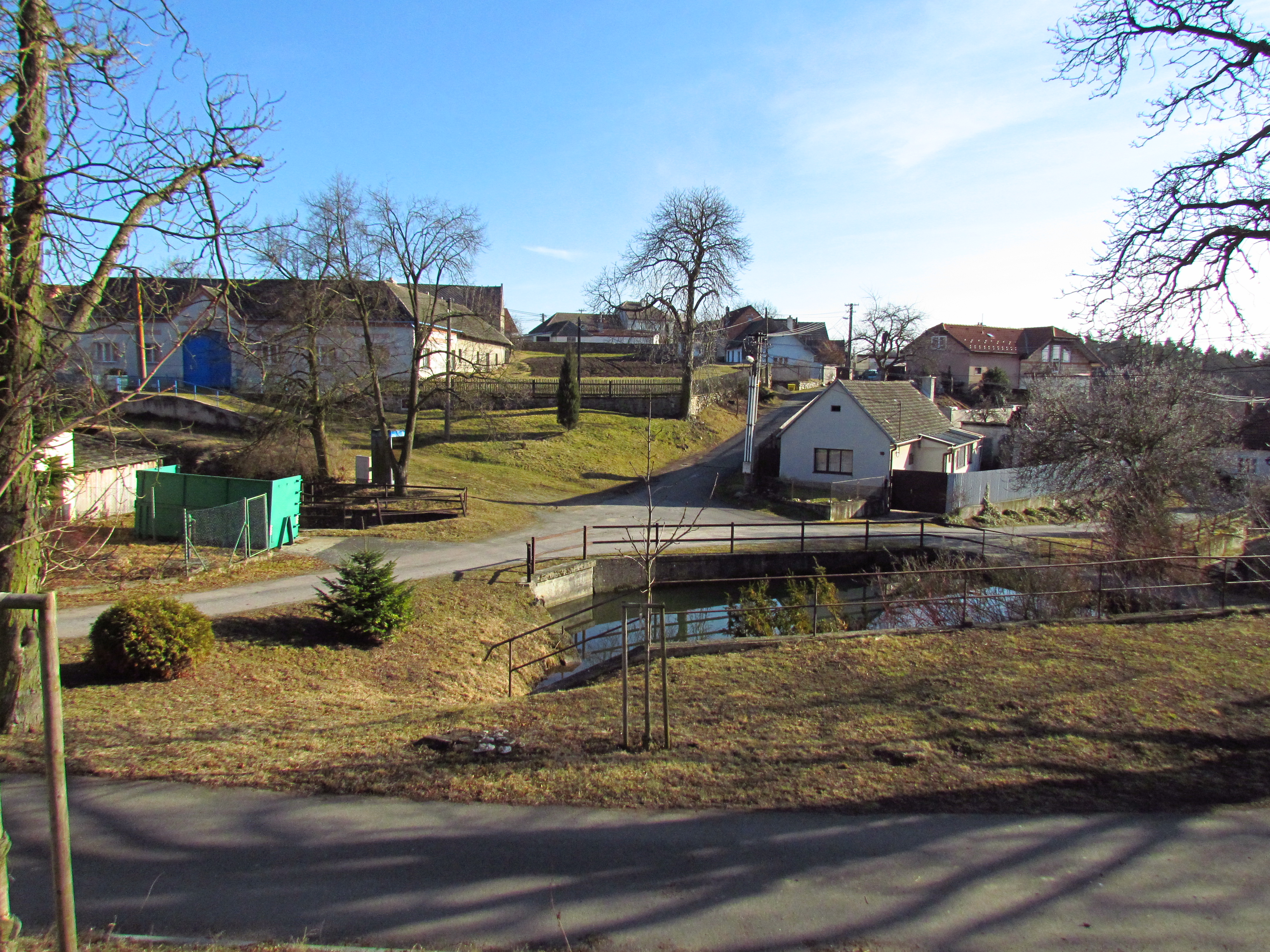
Ortszentrum

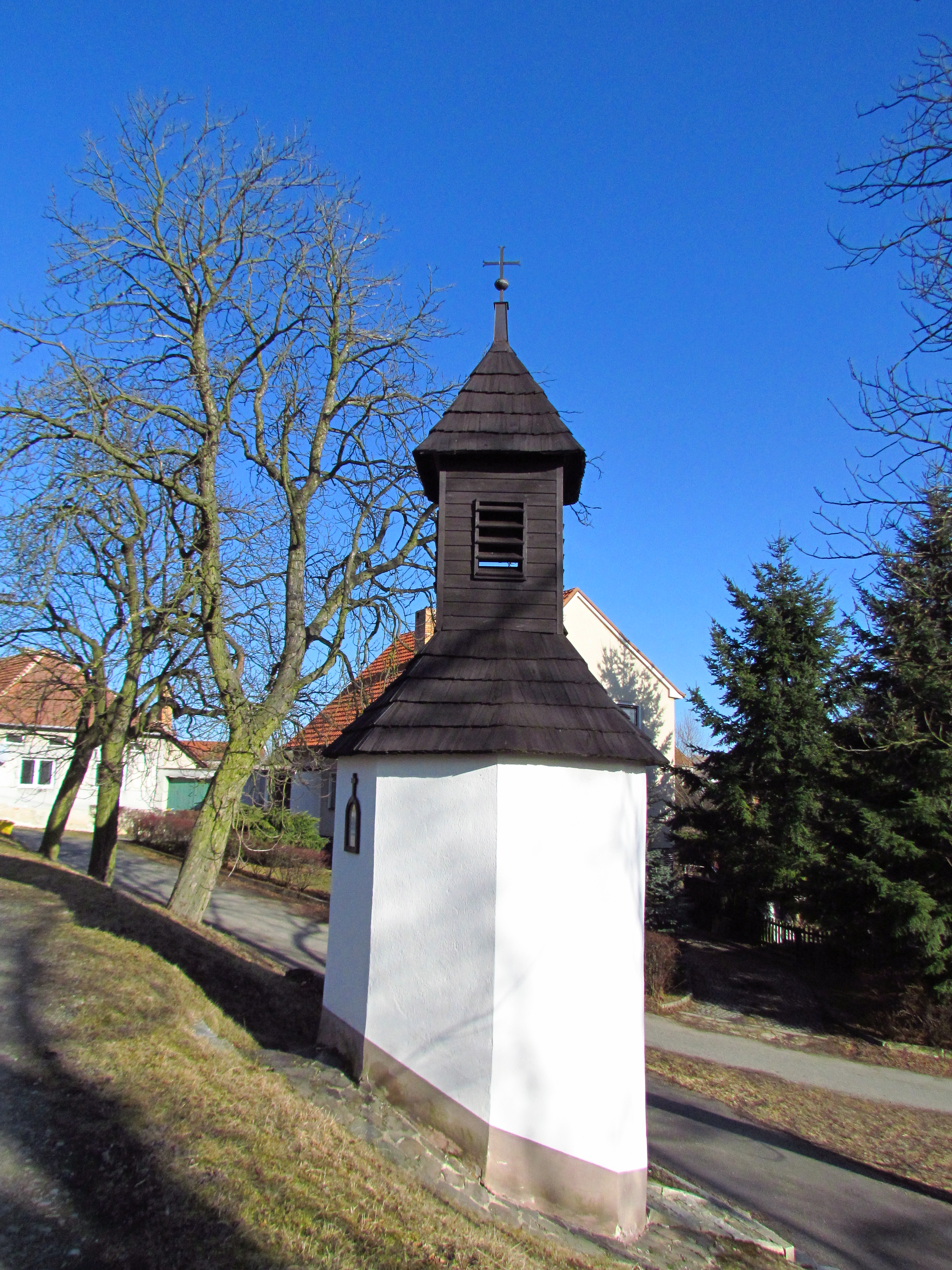
Kapelle des hl. Johannes von Nepomuk

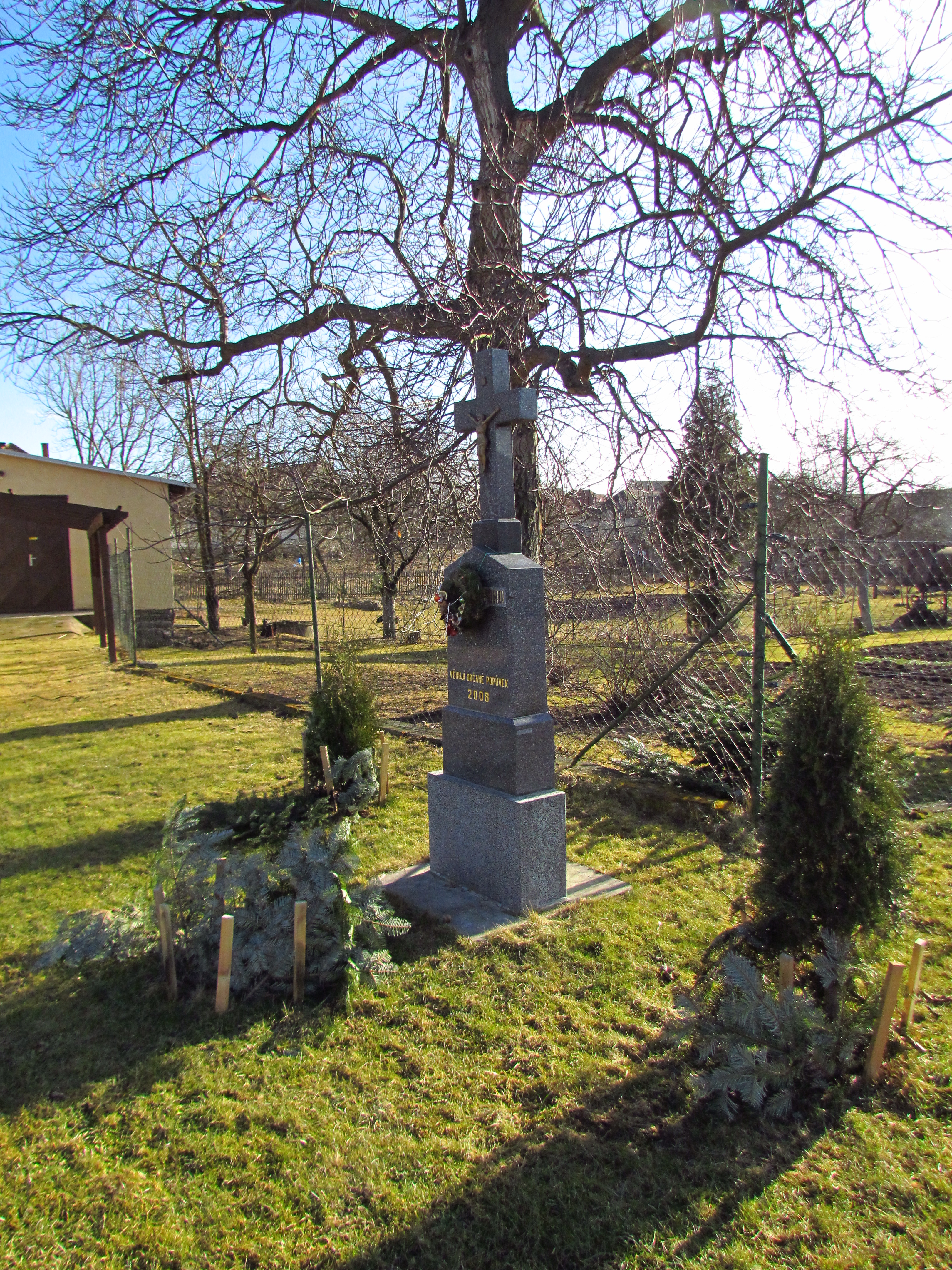
Wegekreuz

Popůvky (deutsch Popuwka, 1939–45 Popuwek) ist eine Gemeinde in Tschechien. Sie liegt sechs Kilometer südwestlich von Náměšť nad Oslavou und gehört zum Okres Třebíč.

## Geographie
Popůvky befindet sich in der Quellmulde des Baches Popůvecký potok in der Jevišovická pahorkatina (Jaispitzer Hügelland) im Süden der Böhmisch-Mährischen Höhe. Nördlich des Dorfes erstreckt sich der Militärflugplatz Náměšť. Im Westen liegt das mit dem Stausee Dalešice geflutete Jihlavatal. 
Nachbarorte sind Sedlec im Norden, Březník im Nordosten, Vlčí Kopec und Kuroslepy im Osten, Sedlecký Dvůr, Sedlecká myslivna und Kladeruby nad Oslavou im Südosten, Kramolín im Süden, Dalešice und Valeč im Südwesten, Stropešín, Chroustov und Wilsonka im Westen sowie Hartvíkovice und Třesov im Nordwesten.

## Geschichte
Archäologische Funde auf den Feldfluren Na Díle und Beranovo beim Sedlecký Dvůr belegen eine Besiedlung des Gebietes während der Alt- und Jungsteinzeit. Dabei handelte es sich vorwiegend um aus Hornstein aus dem Krumlovský les (Kromauer Wald) gefertigte Schaber (škrabadlo).  
Das Dorf Popovici wurde in der ersten Hälfte des 12. Jahrhunderts durch das Benediktinerkloster Mariä Himmelfahrt in Třebíč gegründet. Beim Kumaneneinfall von 1304 wurde Popovice niedergebrannt und erlosch. Vor 1371 wurde das Dorf unter dem Namen Popuwky neu gegründet, war aber nicht mehr Teil der Trebitscher Klostergüter. Seit 1415 gehörte der größte Teil des Dorfes zur Herrschaft Mohelno. Im Jahre 1492 ließ Tobias von Čechtín seinen Anteil von fünf Huben in Popuwka mit einem Hof und vier Insassen sowie sechs Huben mit einer Schenke und einem Insassen in Hartikowitz an Sigmund und Marquard von Mírov intabulieren. 1527 wurde Popuwka zusammen mit dem Gut Mohelno der Herrschaft Namiescht zugeschlagen. 1535 befreite Wenzel d. Ä.  von Lomnitz das Städtchen Mohelno sowie die Dörfer Popuwka, Kradrub, Kramolin und Lhanitz von der Anfallsverbindlichkeit. Im Jahre 1537 verschrieb Sigmund von Mírov dem Smil Osovský von Doubravitz zusammen mit der Feste und dem Hof Pozdětín die Dörfer Pozdětín, Wlcetín, Hroznětín, Bochowic und Popuwky (anteilig) sowie das Kirchpatronat in Hartwikowic. Nach dem Tode des Jaroslav Osovský von Doubravitz übernahm dessen Witwe Magdalena von Mírov das Gut Wokarec; das Gut Pozdětín trat sie an Burian von Doubravitz ab, der die Feste und das Dorf Pozdětín, die Dörfer Wlcetín, Hroznětín und Bochowic sowie die Zinsleute in Popuwky 1555 dem Ulrich von Lomnitz auf Namiescht überließ. Nach dem Aussterben der Herren von Lomnitz gehörte Popuwky zu dem Teil der Herrschaft Namiescht, der 1567 Friedrich von Zierotin zufiel. Während des Dreißigjährigen Krieges verkaufte Karl der Ältere von Žerotín die Herrschaft 1628 seinem Schwager Albrecht von Waldstein. Dieser veräußerte sie bald an Johann Baptist Verda von Verdenberg, der die Herrschaft 1630 zur Grafschaft erheben ließ. Nachfolgende Grundherren waren ab 1666 die Herren von Enckevort, danach ab 1743 die Grafen von Kuefstein und ab 1752 die Grafen Haugwitz.
Im Jahre 1842 bestand das im Znaimer Kreis auf einer Anhöhe gelegene Dorf Popuwka aus 25 Häusern, in denen 164 Personen lebten. Abseits lagen eine Mühle an der Iglawa sowie ein herrschaftliches Jägerhaus und der dabei befindliche Meierhof. Bis zur Mitte des 19. Jahrhunderts blieb Popuwka der Fideikommissgrafschaft Namiescht untertänig.
Nach der Aufhebung der Patrimonialherrschaften bildete Popůvka / Popuwka ab 1849 einen Ortsteil der Gemeinde Sedlec im Gerichtsbezirk Namiest. Ab 1869 gehörte Popůvka zum Bezirk Trebitsch. Zu dieser Zeit hatte das Dorf 185 Einwohner und bestand aus 25 Häusern. Im Jahre 1900 lebten in Popůvka 196 Personen; 1910 waren es 221. Am 1. Januar 1920 löste sich das Dorf von Sedlec los und bildete unter dem Namen Popůvky eine eigene Gemeinde. Beim Zensus von 1921 lebten in den 33 Häusern der Gemeinde 204 Tschechen. Im Jahre 1930 bestand Popůvky aus 41 Häusern und hatte 199 Einwohner. Zwischen 1939 und 1945 gehörte Popůvky / Popuwek zum Protektorat Böhmen und Mähren. 1948 erfolgte die Umgliederung in den Okres Velká Bíteš. Im Jahre 1950 hatte Popůvky 186 Einwohner. 1956 wurde auf der Höhe über dem Dorf mit dem Bau des Militärflugplatzes Náměšť begonnen, die ersten beiden Flugzeuge trafen am 2. November 1959 ein. Im Zuge der Gebietsreform und der Aufhebung des Okres Velká Bíteš wurde die Gemeinde am 1. Juli 1960 wieder dem Okres Třebíč zugewiesen. Beim Zensus von 2001 lebten in den 44 Häusern von Popůvky 91 Personen. Seit 2012 führt die Gemeinde ein Wappen und Banner.

## Gemeindegliederung
Für die Gemeinde Popůvky sind keine Ortsteile ausgewiesen. Zu Popůvky gehört die Einschicht Sedlecký Dvůr (Sedletzer Hof).
Das Gemeindegebiet bildet den Katastralbezirk Popůvky nad Jihlavou.

## Sehenswürdigkeiten
- Kapelle des hl. Johannes von Nepomuk, erbaut im Jahr 1800
- Steinernes Kreuz